# 長田裕也
長田 裕也（ながた ゆうや、男性、1989年1月10日 - ）は、沖縄県出身の空手選手・指導員（弐段）。身長178cm、体重91kg。兵庫県在住。
一般社団法人極真会館（全日本極真連合会）主催の全日本3連覇をはじめ、ウエイト制、ワールドカップ、世界大会の4大タイトルを制覇。

## 略歴
2017年、極真連合会主催の「第4回世界空手道選手権大会」で優勝を果たした。
現在は、琉道會館の師範代兼館長代行を務める。

## 主な戦績＆タイトル
- 2011年 第43回全日本空手道選手権大会 8位
- 2012年 第28回全日本ウエイト制空手道選手権大会 重量級優勝
- 2013年 第29回全日本ウエイト制空手道選手権大会 重量級優勝
- 2013年 第3回ワールドカップ空手道選手権大会 重量級優勝
- 2013年 第45回全日本空手道選手権大会 優勝
- 2014年 第1回全日本フルコンタクト空手道選手権大会 重量級3位
- 2014年 第46回全日本空手道選手権大会 優勝
- 2015年 第30回POINT＆K.O.全日本空手道選手権大会 一般男子準優勝
- 2015年 第31回全日本ウエイト制空手道選手権大会 重量級優勝
- 2015年 第47回全日本空手道選手権大会 優勝
- 2017年 第4回極真連合杯世界空手道選手権大会 無差別級優勝
- 2018年 第50回全日本空手道選手権大会（新極真会） 2回戦敗退（渡辺和志に判定5-0で敗れる）